# Jurij Marusik
Jurij Mihajlovič Marusik (in russo Юрий Михайлович Марусик?; 13 maggio 1962) è un aracnologo russo, specializzato nello studio dei ragni delle zone artiche e della Russia centrale.

## Titoli
Ha conseguito il baccellierato nel 1984 e il dottorato in biologia nel 1988 all'Università di Leningrado. Dal 1994 è professore associato all'Università di Magadan.

### Campo di studi
Ha volto i suoi interessi scientifici fin dalla tesi sui ragni-granchio del Karakorum, in territorio pakistano, all'aracnologia, in particolare alla tassonomia e zoogeografia dei ragni della Siberia, dell'Asia centrale e dei territori della parte occidentale dell'America settentrionale.
Si è interessato in particolare delle seguenti famiglie: Amaurobiidae, Araneidae, Dictynidae, Gnaphosidae, Mimetidae, Salticidae, Theridiidae, e Thomisidae.
Ha descritto finora all'incirca 300 taxa, per la maggior parte specie, lavorando spesso con gli aracnologi Eskov e Saaristo; ha al suo attivo, in oltre 20 anni di carriera oltre 125 pubblicazioni.

## Alcuni taxa descritti
- Agyphantes Saaristo e Marusik, 2004, genere di ragni Linyphiidae
- Arcterigone Eskov e Marusik, 1994, genere di ragni Linyphiidae
- Deltshevia Marusik e Fet, 2009, genere di ragni Hersiliidae
- Duninia Marusik e Fet, 2009, genere di ragni Hersiliidae
- Eskovia Marusik e Saaristo, 1999, genere di ragni Linyphiidae
- Lidia Saaristo e Marusik, 2004, genere di ragni Linyphiidae
- Pacifiphantes Eskov e Marusik, 1994, genere di ragni Linyphiidae

## Taxa denominati in suo onore
- Aelurillus marusiki Azarkina, 2002, genere di ragni Salticidae
- Belisana marusiki Huber, 2005, genere di ragni Pholcidae
- Clubiona marusiki Mikhailov, 1990, genere di ragni Clubionidae
- Diplocephalus marusiki Eskov, 1988, genere di ragni Linyphiidae
- Hilaira marusiki Eskov, 1987, genere di ragni Linyphiidae
- Micaria marusiki Zhang, Song & Zhu, 2001, genere di ragni Gnaphosidae
- Mughiphantes marusiki (Tanasevitch, 1988), genere di ragni Linyphiidae
- Parasyrisca marusiki Kovblyuk, 2003, genere di ragni Gnaphosidae
- Philodromus marusiki (Logunov, 1997), genere di ragni Philodromidae
- Stenaelurillus marusiki Logunov, 2001, genere di ragni Salticidae
- Yllenus marusiki Logunov, 1993, genere di ragni Salticidae

## Studi e ricerche rilevanti
- Marusik, Y. M., 1988 - New species of spiders (Aranei) from the upper Kolyma. Zool. Zh. vol.67(10), p. 1469-1482
- Marusik, Y. M., Cutler, B., 1989 - Descriptions of the males of Dendryphantes czekanowskii PROSZYNSKI and Heliophanus baicalensis KULCZYNSKI (Araneae, Salticidae) from Sibiria. Acta Arachn. Tokyo vol.37(2), p. 51-55
- Marusik, Y. M., Fritzén, N. R., Song, D., 2006 - On spiders (Aranei) collected in central Xinjiang, China. Arthropoda Selecta vol.15(3), p. 259-278,
- Marusik, Y. M., Logunov, D. V., 2006 - On the spiders collected in Mongolia by Dr. Z. Kaszab during expeditions in 1966-1968 (Arachnida, Aranei (excluding Lycosidae)). Arthropoda Selecta vol.15(1), p. 39-57
- Marusik, Y. M., Bocher, J., Koponen, S., 2006 - The collection of Greenland spiders (Aranei) kept in the Zoological Museum, University of Copenhagen. Arthropoda Selecta vol.15(1), p. 59-80
- Logunov, D. V., Ballarin, F., Marusik, Y. M., 2011 - New faunistic records of the jumping and crab spiders of Karakoram, Pakistan (Aranei: Philodromidae, Salticidae and Thomisidae). Arthropoda Selecta vol.20(3), p. 233-240